# The runner
The runner is een single van The Three Degrees. Het is afkomstig van hun album New dimensions. Na "Giving up, Giving in", was het de tweede single van de drie dames in Nederland, die verscheen via Ariola. The runner was geschreven door Sheila Ferguson, een van de drie dames, en Giorgio Moroder. In de Verenigde Staten was hun populariteit al lang gedaald (laatste hit in 1974).

## Hitnotering
The runner stond ondanks dat het geen A-kant was in het Verenigd Koninkrijk wel tien weken in de UK Singles Chart, met als hoogste notering plaats tien.

### Nederlandse Top 40
| Positie: | 29 | 18 | 9 | 7 | 6 | 5 | 10 | 19 | 28 | 40 | uit |

### NederlandseNationale Hitparade
| Positie: | 23 | 23 | 8 | 6 | 6 | 9 | 13 | 20 | 21 | 33 | 49 | uit |

### BelgischeBRT Top 30
| Positie: | 28 | 18 | 8 | 6 | 7 | 9 | 8 | 15 | 12 | 22 | 26 | uit |

### VlaamseUltratop 30
| Positie: | 23 | 16 | 10 | 7 | 9 | 9 | 10 | 15 | 25 | 26 | uit |

### NPO Radio 2 Top 2000
The runner stond alleen in 2000 in de NPO Radio 2 Top 2000, op plek 1747.